# جزيرة جينومية
الجزيرة الجينومية (بالإنجليزية: Ginomic island أو GI) هي جزء من الجينوم الذي يحتوي على دليل لنقل الجينات الأفقي. يستخدم المصطلح عادة في علم الأحياء الدقيقة، خاصة فيما يتعلق بالبكتيريا. يمكن أن ترمز الجزيرة الجينومية (GI) للعديد من الوظائف، ويمكن أن تشارك في التكافل أو التسبب في المرض، وقد تساعد في تكيف الكائن الحي. وهناك العديد من الطبقات الفرعية من الجزر الجينومية (GIs) القائمة على الوظيفة التي تمنحها لها. على سبيل المثال، غالبًا ما يُطلق على الجزيرة الجينومية (GI) المرتبط بتوليد الأمراض اسم الجزيرة المرضية (PAIs)، بينما يُشار إلى الجزيرة الجينومية (GI) التي تحتوي على العديد من الجينات المقاومة للمضادات الحيوية باسم جزر مقاومة للمضادات الحيوية. يمكن أن تكون نفس الجزيرة الجينومية (GI) في الأنواع ذات الصلة البعيدة نتيجة لأنواع مختلفة من نقل الجينات الجانبية (التحول، والاقتران، والانتقال). يمكن تحديد ذلك من خلال تحليل التكوين الأساسي، وكذلك تقديرات شجرة تطور السلالات.

## التنبؤ الحسابي
تم تطوير برامج مختلفة لتنبؤات الجزر الجينومية. يمكن تصنيف هذه الأدوات على نطاق واسع في طرق قائمة على التسلسل وطرق مقارن تعتمد على علم الجينوم / شجرة تطور السلالات.
تعتمد الأساليب القائمة على التسلسل على الاختلاف الذي يحدث بشكل طبيعي بين تكوين تسلسل الجينوم للأنواع المختلفة. تشير المناطق الجينومية التي تُظهر تكوين تسلسل غير طبيعي (مثل تحيز النيوكليوتيدات أو تحيز الكودون) إلى أن هذه المناطق ربما تم نقلها أفقيًا. مشكلتان رئيسيتان في هذه الأساليب هما أن التنبؤات الخاطئة يمكن أن تحدث بسبب التباين الطبيعي في الجينوم (أحيانًا بسبب الجينات المعبر عنها بشدة) وأن الحمض النووي المنقول أفقيًا سوف يتحسن (التغيير إلى جينوم المضيف) بمرور الوقت؛ لذلك، اقصرت التوقعات على الجزر الجينومية (GIs) المكتسبة مؤخرًا فقط.
تحاول الأساليب المستندة إلى علم الجينوم المقارن تحديد المناطق التي تظهر علامات على نقلها أفقيًا باستخدام معلومات من العديد من الأنواع ذات الصلة. على سبيل المثال، تشير المنطقة الجينومية الموجودة في نوع واحد، ولكنها غير موجودة في العديد من الأنواع الأخرى ذات الصلة، إلى أن المنطقة ربما تم نقلها أفقيًا. التفسيرات البديلة هي (1) أن المنطقة كانت موجودة في السلف المشترك ولكنها فقدت في جميع الأنواع الأخرى التي تمت مقارنتها، أو (2) أن المنطقة كانت غائبة في السلف المشترك ولكنها تم الحصول عليها من خلال الطفرة والاختيار في الأنواع التي لا يزال موجودًا فيها. سيتم تعزيز الحجة لإجراء عمليات حذف متعددة للمنطقة إذا كان هناك دليل من المجموعات الخارجية على أن المنطقة كانت موجودة في السلف المشترك، أو إذا كان التطور النسبي يشير إلى عدد قليل نسبيًا من أحداث الحذف الفعلية المطلوبة. سيتم تعزيز حجة الاستحواذ عن طريق الطفرة إذا كان من المعروف أن الأنواع الموجودة في المنطقة قد تباعدت بشكل كبير عن الأنواع الأخرى، أو إذا كانت المنطقة المعنية صغيرة. سيتم تعديل معقولية إما (1) أو (2) إذا أغفل أخذ عينات الأصناف العديد من الأنواع المنقرضة التي ربما كانت تمتلك المنطقة، وخاصة إذا كان الانقراض مرتبطًا بوجود المنطقة.
تعد آيلند فيور(IslandViewer) أحد الأمثلة على الطريقة التي تدمج العديد من أكثر طرق التنبؤ دقة في الجزيرة الجينومية (GI).

## أمثلة
في البكتيريا، توجد العديد من أنظمة الإفراز من النوع 3 وأنظمة الإفراز من النوع 4 في مناطق من الحمض النووي تسمى الجزر الجينومية. تتميز هذه «الجزر» بحجمها الكبير (> 10 كيلو بايت)، وارتباطها المتكرر بجينات ترميز الحمض النووي الريبي النقال ومحتوى G + C مختلف مقارنة ببقية الجينوم. العديد من الجزر الجينومية محاطة بهياكل متكررة وتحمل أجزاء من عناصر متحركة أخرى مثل العاثيات والبلازميدات. يمكن لبعض الجزر الجينومية، بما في ذلك تلك المجاورة للعناصر التكاملية والمترابطة (ICE)، استئصال نفسها تلقائيًا من الكروموسوم ويمكن نقلها إلى متلقين آخرين مناسبين.  بينما يعتمد الختان على آلية ICE الحالية، يُعزى التكامل إلى الجمل الموجودة في الجزر الجينومية.

## وصلات خارجية
Genomic+islands في المكتبة الوطنية الأمريكية للطب نظام فهرسة المواضيع الطبية (MeSH).